# Umberto Levorato
Umberto Levorato (Venezia, 3 luglio 1931 – Favaro Veneto, 18 maggio 2011) è stato un rugbista a 15 e allenatore di rugby a 15 italiano in carriera attivo come pilone.

## Biografia
Mestrino, si formò sportivamente nel canottaggio nella Canottieri Sile; a 16 anni si avvicinò al rugby nel Treviso, con cui si laureò campione d'Italia nel 1955-56; l'anno successivo fu in Polizia per il servizio di leva e militò nelle Fiamme Oro di Padova.
Soprannominato "Lollo", con il club cremisi vinse quattro scudetti consecutivi dal 1958 al 1961), facendo coppia in prima linea con Alfio Angioli, insieme al quale divenne punto fisso del pacchetto di mischia della nazionale di quegli anni.
In maglia azzurra collezionò in totale 15 presenze delle quali due da capitano.
Contemporaneamente all'impegno in campo diventò allenatore della mischia nelle Fiamme Oro e successivamente tornò a Treviso fino a chiudere la carriera e dedicarsi alla professione prima di geometra e poi di dirigente.
Nonostante le attività professionali, continuò a coltivare il rugby, frequentando periodicamente in Francia i corsi per allenatori tenuti da Julien Saby all'istituto nazionale dello Sport.
Nel 1972, per quattro mesi, insieme a Gianni del Bono e Sergio Del Grande fece parte di un triumvirato tecnico alla guida della nazionale italiana.
È morto a Favaro Veneto il 18 maggio 2011 a 79 anni.
A settembre successivo gli fu intitolato il campo di rugby di Mestre.

## Palmarès
- Campionati italiani: 5
Treviso : 1955-56
Fiamme Oro: 1957-58, 1958-59, 1959-60, 1960-61